# Jason Solari
Jason Solari (Lugano, 8 de enero de 2000) es un deportista suizo que compite en tiro, en la modalidad de pistola. Ganó dos medallas de bronce en el Campeonato Europeo de Tiro, en los años 2020 y 2025.

## Palmarés internacional
| Campeonato Europeo | Campeonato Europeo  | Campeonato Europeo | Campeonato Europeo |
| Año                | Lugar               | Medalla            | Prueba             |
| ------------------ | ------------------- | ------------------ | ------------------ |
| 2020               | Breslavia (Polonia) | Medalla de bronce  | Pistola 10 m mixto |
| 2025               | Osijek (Croacia)    | Medalla de bronce  | Pistola 10 m       |